# Sjöslaget vid Hogland (1705)
Sjöslaget vid Hogland 1705 var en mindre drabbning mellan det svenska linjeskeppet Reval under amiral Cornelius Anckarstjerna, och sju ryska galärer. Svenskarna segrade.
Det var första gången som ryska galärer deltog i ett sjöslag i Östersjön.